# Cao Cao
Cáo Cāo (chinês: 曹操, pinyin: Cáo Cāo, Wade–Giles: Ts'ao2 Ts'ao1; [/d͡zɑu t͡sʰɑu/] (escutarⓘ); Bozhou, 155 – Luoyang, 15 de março de 220) foi um chefe militar regional e penúltimo Chanceler da Dinastia Han Oriental que adquiriu grande poder durante os seus últimos anos na China antiga. Como uma das figuras centrais do período dos Três Reinos, ele lançou as bases para o que estava a tornar-se o Reino de Wei (também conhecido como Cáo Wèi) e foi postumamente intitulado Imperador Wu de Wei. Embora muitas vezes retratado como um cruel e impiedoso tirano, Cao Cao também foi elogiado como um brilhante governante e gênio militar que tratou os seus oficiais como membros da sua família. Ele também foi hábil na poesia e nas artes marciais e escreveu muitos artigos sobre guerra. Morreu devido a uma doença desconhecida no ano de 220.